# هالي سميث
هالي سميث هي دراجة كندية، ولدت في 22 نوفمبر 1993.

## روابط خارجية
- هيلي سميث على موقع أرشيف الدراجات (الإنجليزية)
- هيلي سميث على موقع إحصائيات الدراجات الإحترافية (الإنجليزية)
- هيلي سميث على موقع CycleBase (الإنجليزية)
- هيلي سميث على موقع MTB Data (الإنجليزية)
- هيلي سميث على موقع اللجنة الأولمبية الدولية (الإنجليزية)
- هيلي سميث على موقع أوليمبيديا (الإنجليزية)
- هيلي سميث على موقع اللجنة الأولمبية الكندية (الإنجليزية)